# Erkes dös

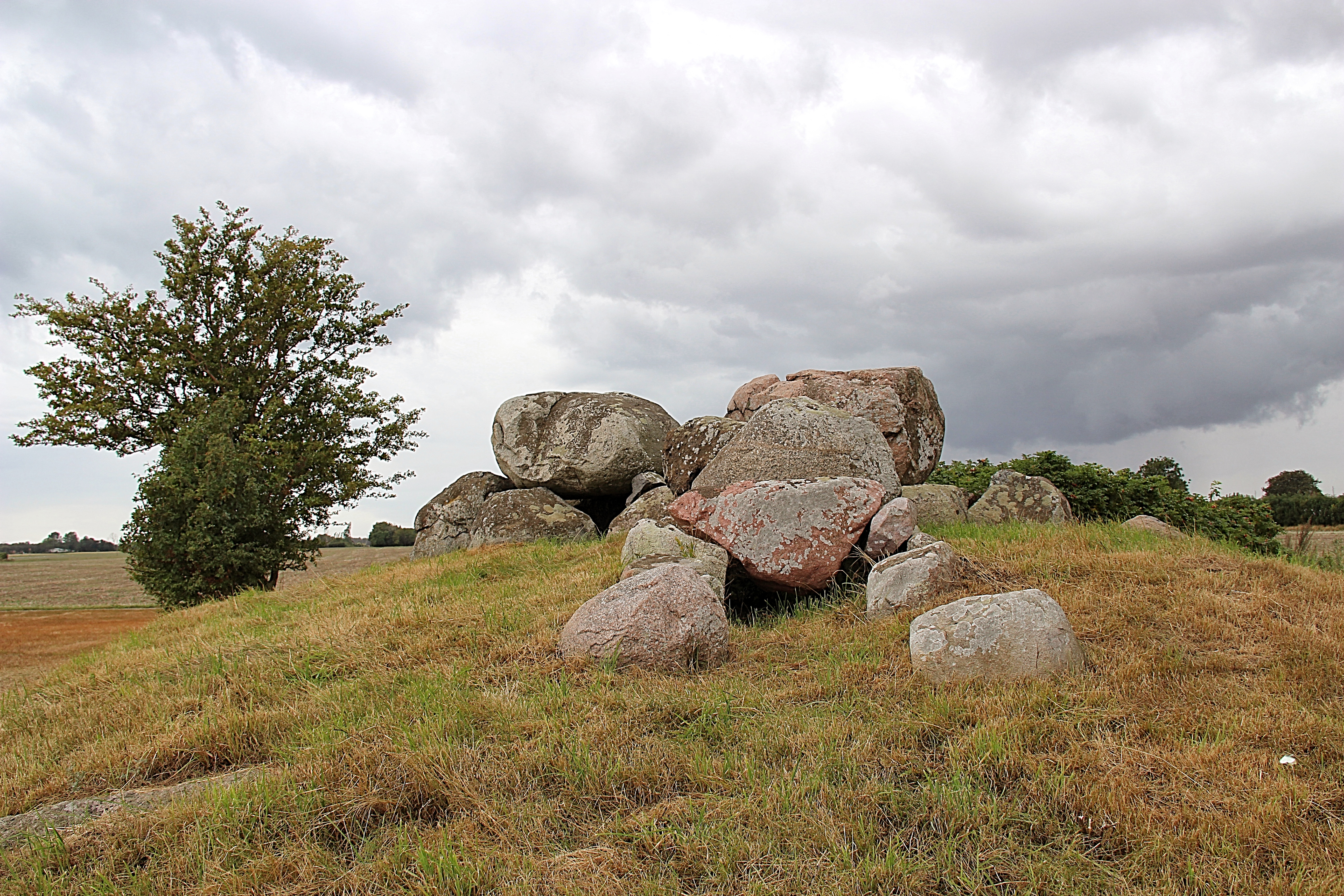
Erkes dös.

Erkes dös är, trots namnet, en gånggrift från bondestenåldern. Den är belägen i Lilla Isie socken i Skåne invid vägen mot Östratorp.
Gånggriften, som ligger i en hög, har en gravkammare på 4 x 3 meter som täcks av två stora stenblock. Från öster leder en fem meter lång gång in till kammaren. På en av de sidostenar som bildar gången finns ett 30-tal inhuggna skålgropar.
Gånggriften utgrävdes 1915 av arkeologen Folke Hansen. Utanför ingången påträffades mängder med sönderslagen keramik. Just en sådan ansamling av krossad keramik i direkt anslutning till stenkammargravar är vanligt förekommande och har tolkats som ceremoniella inslag i dödskulten. Vid utgrävningen påträffades också olika flintredskap och bärnstenspärlor.
Som andra liknande fornminnen finns legender knutna även till denna gravhög. En sägen berättar t.ex. om att det mellan Erkes dös och den närliggande Stora Kungsdösen har funnits en stig över åkrarna vilken uppkommit då trollen i de båda gravhögarna besökte varandra.

## Källor

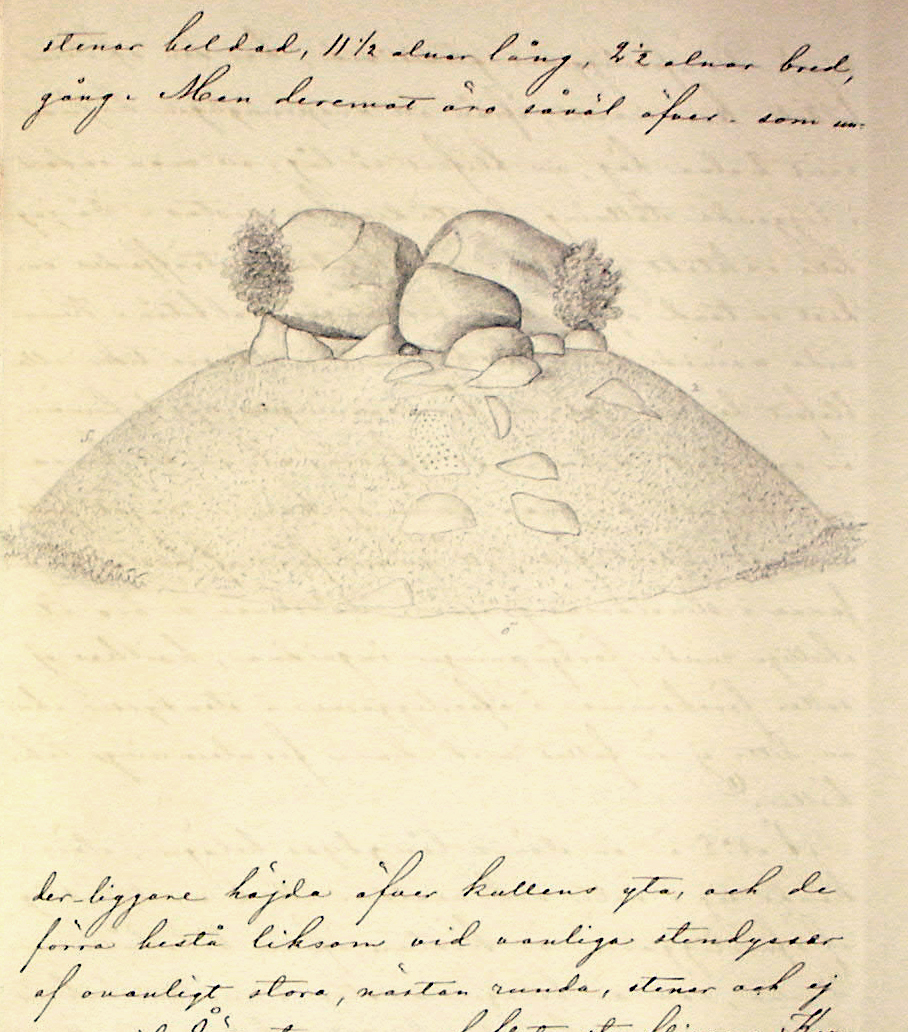
N G Bruzelius avritning av Erkes dös år 1859.
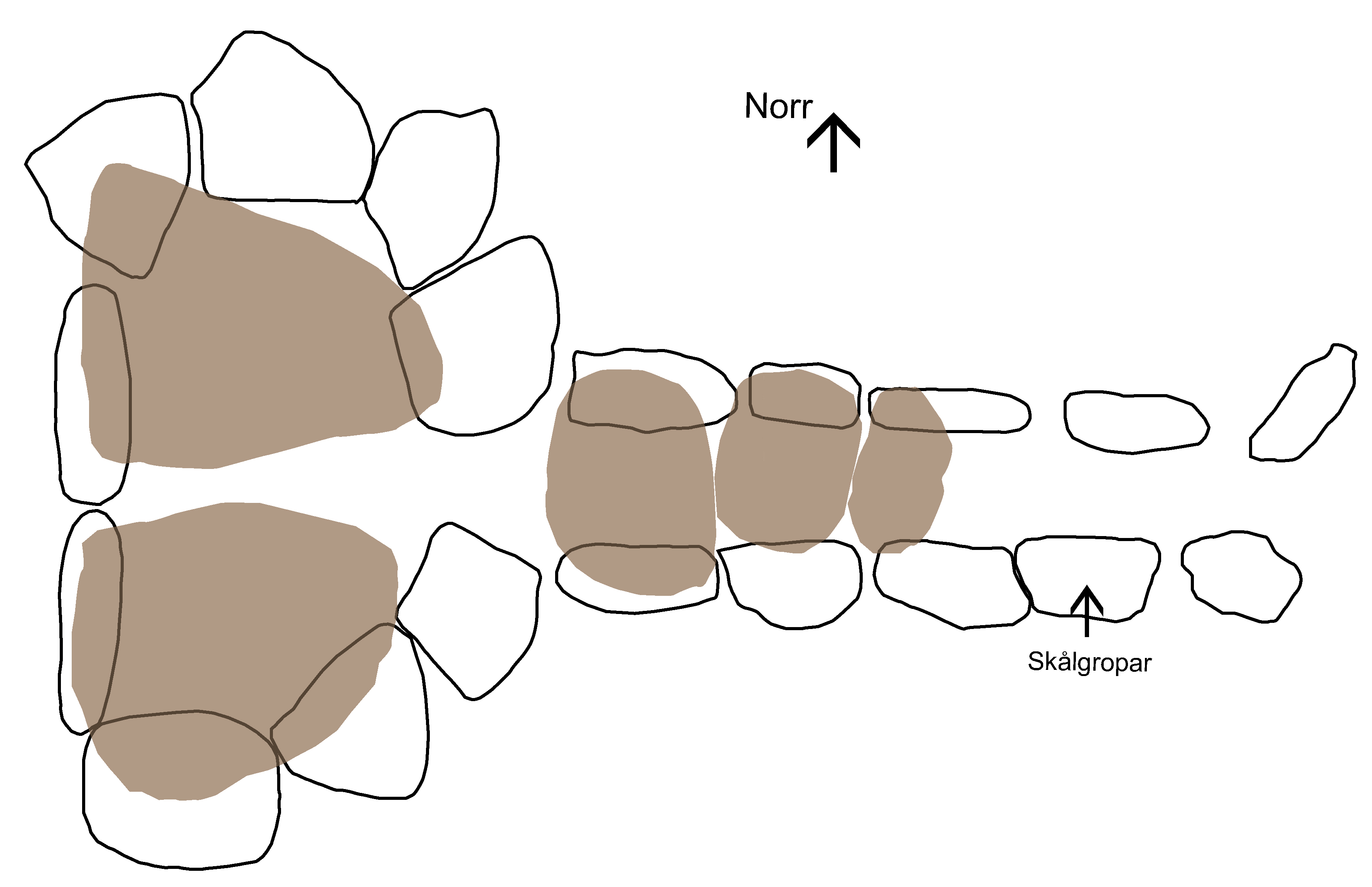
Planritning baserat på inventeringsskiss.